# Britta Thomsen

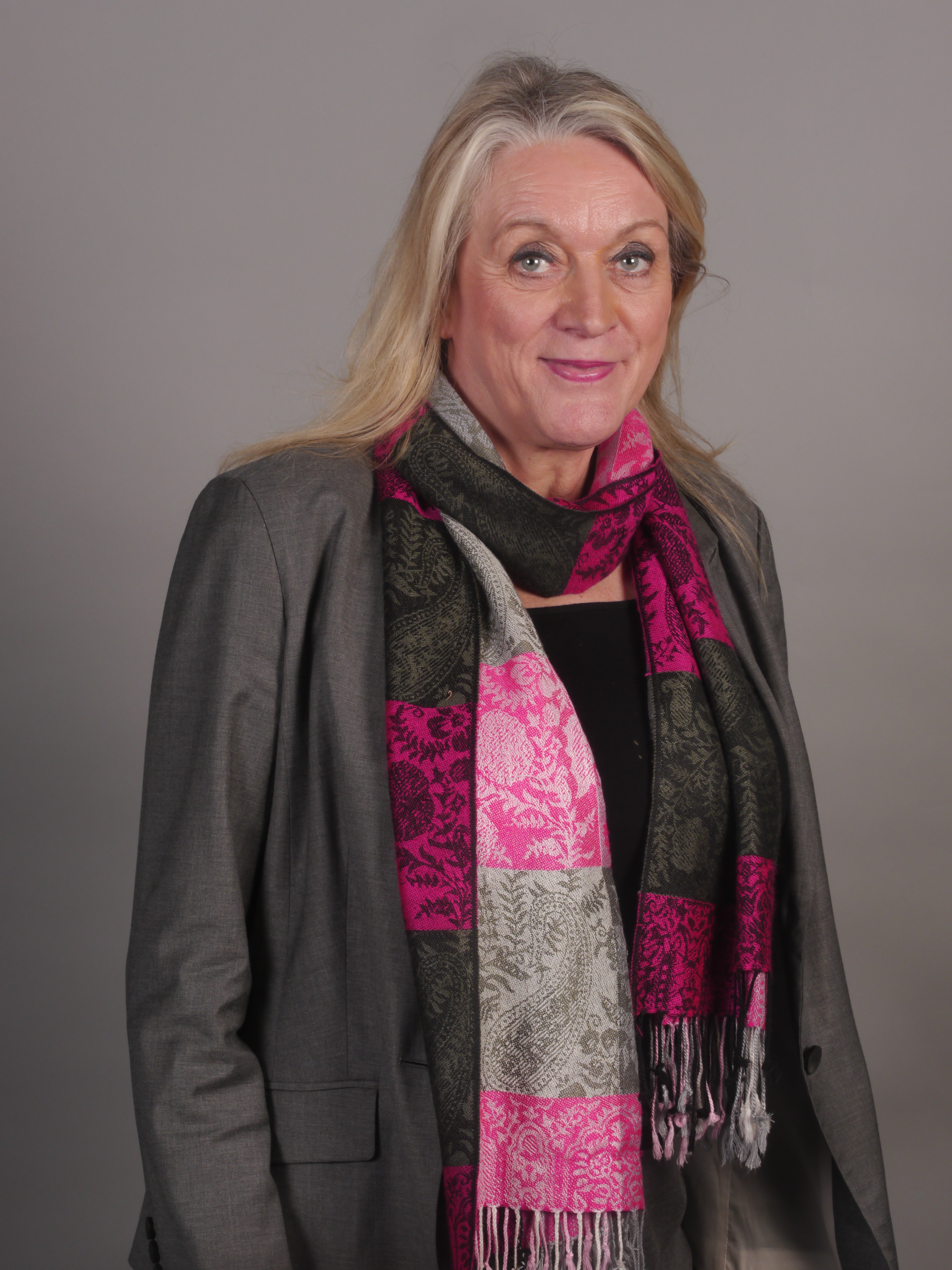
Britta Thomsen

Britta Thomsen (* 23. Januar 1954 in Aalborg) ist eine dänische Politikerin und war Mitglied des Europäischen Parlaments für die dänischen Sozialdemokraten. Sie saß im Ausschuss für Industrie, Forschung und Energie und im Ausschuss für Frauenrechte und Gleichstellung.

## Ausbildung und Beruf
1979 hatte Britta Thomsen ein Stipendium am Nordafrikanischen Institut in Uppsala. Anschließend studierte sie von 1979 bis 1980 an der Universität Lissabon portugiesische Sprache und Kultur. An der Universität Aarhus studierte sie von 1980 bis 1983 Portugiesisch und Spanisch. Sie erhielt an der Universität Aarhus einen Master in Geschichte.
Von 1983 bis 1989 war sie als Lehrerin und Organisatorin an einer Volkshochschule tätig. Danach arbeitete sie als Gutachterin unter anderem für die HK (Union der Handels- und Büroangestellten in Dänemark), wo sie verantwortlich war für internationale Projekte und Umfragen in den Bereichen Tourismus und Dienstleistungen. Für die HK war sie von 1994 bis 2000 tätig. Anschließend war sie im Zeitraum von 2001 bis 2004 Direktorin und Besitzerin einer Unternehmensberatung für Arbeitsmarktprobleme auf europäischer Ebene.

## Politik
Thomsen war an der Ausarbeitung des Prinzipprogramms der dänischen Sozialdemokraten im Jahr 2000 beteiligt. Von 2000 bis 2004 gehörte sie dem Parteivorstand an. 2004 wurde sie erstmals ins Europa-Parlament gewählt. Sie hat das Manifest der Spinelli-Gruppe unterzeichnet.

## EU-Parlamentarierin
In der Periode 2009 bis 2014 war Thomsen Mitglied im Ausschuss für Industrie, Forschung und Energie, im Ausschuss für die Rechte der Frau und die Gleichstellung der Geschlechter, sowie in der Delegation für die Beziehungen zu den Ländern des Mercosur. 
Als Stellvertreterin war sie im Unterausschuss für Sicherheit und Verteidigung, und in der Delegation in den Ausschüssen für parlamentarische Kooperation EU-Kasachstan, EU-Kirgistan und EU-Usbekistan sowie für die Beziehungen zu Tadschikistan, Turkmenistan und der Mongolei.

## Auszeichnungen
- 2010: (14. Oktober) Women of Europe Award für ihren Einsatz für die Gleichstellung der Frau und die Bekämpfung des Menschenhandels in Europa.
- 2015: Mathildeprisen von Dansk Kvindesamfund